# Bruggmannia monteiroi
Bruggmannia monteiroi är en tvåvingeart som beskrevs av Maia och Márcia Souto Couri 1993. Bruggmannia monteiroi ingår i släktet Bruggmannia och familjen gallmyggor. Inga underarter finns listade i Catalogue of Life.